# NGC 2721
NGC 2721 est une galaxie spirale située dans la constellation de l'Hydre. NGC 2721 a été découverte par l'astronome germano-britannique William Herschel en 1786.

## Caractéristiques
La classe de luminosité de NGC 2721 est II-III et elle présente une large raie HI. De plus, elle renferme des régions d'hydrogène ionisé.

### Distance
Sa vitesse par rapport au fond diffus cosmologique est de 4 028 ± 22 km/s, ce qui correspond à une distance de Hubble de 59,4 ± 4,2 Mpc (∼194 millions d'al).

### Classification
La base de données NASA/IPAC classe cette galaxie comme une spirale barrée, mais la présence d'une barre est loin d'être évidente sur l'image de cette galaxie.